# ديف راشتون
ديف راشتون (بالإنجليزية: Dave Rushton)‏ هو لاعب كرة قدم بريطاني في مركز الوسط، ولد في 3 مايو 1973 في ستوك أون ترينت في المملكة المتحدة. لعب مع بورت فايل.